# أولاد الشريف الشرقية (أولاد الشريف)
أولاد الشريف الشرقية هي إحدى مشيخات المملكة المغربية، تتبع جغرافيا لإقليم تازة وإداريًا لأولاد الشريف. يقدر عدد سكانها بـ 5153 نسمة حسب الإحصاء الرسمي للسكان والسكنى لسنة 2004.